# Andrej Morovič
Andrej Morovič, slovenski pisatelj, * 23. avgust 1960, Ljubljana  † 2. julij 2022, Ljubljana.

## Življenjepis
Osnovno šolo in gimnazijo je obiskoval v Kopru. Po končani gimnaziji je leta 1979 odšel v Ljubljano, kjer je želel študirati filmsko režijo, vendar niti v Ljubljani, niti drugje ni imel sreče s sprejemnimi izpiti. Ko so vsi poskusi propadli, se je vpisal na primerjalno književnost na ljubljanski filozofski fakulteti, vendar je študij že po nekaj predavanjih opustil in za 15 let odšel v tujino. Najprej se je naselil v Berlinu. Nemirni in iščoči duh, ne nazadnje pa tudi okoliščine so ga gnale v številne dejavnosti. Ukvarjal se je s filmom, glasbo, fotografijo, videom, bil nekaj časa turistični vodič, prodajalec slik, prevajalec in natakar. Prvi daljši postanek na njegovih popotovanjih so bile Benetke (1979-1980), kjer je pel v glasbeni skupini Blaue Reiter. Dlje časa je nato živel še v Franciji, Avstraliji, ZDA, Združenem kraljestvu, Španiji in Severni Afriki. V Avstraliji je napisal prvo kratko zgodbo Priložnost na ulici. Po vnovični naselitvi v Berlinu (1986) je izdal drugo avtobiografsko delo Prosti tek.
Od leta 1993 živi in dela predvsem v Ljubljani. Poleg pisateljevanja je Morovič tudi avtor eksperimentalnih filmov in avtor ali soavtor nekaterih dokumentarnih filmov ter fotograf, ki razstavlja v Sloveniji in v tujini.
Poleg tega je tudi ustanovitelj Teatra Gromki na Metelkovi v Ljubljani, reportažni novinar, organizator kulturnih dogodkov in festivalov (Živa književnost, Slovenski dnevi knjige, Karantena, Kontradibidon, Trabakula, Gromki festival, Festival v okviru Evropskega meseca kulture 1997, festivali ob obletnicah AKC Metelkova mesto…). Andrej Morovič je tudi ustanovitelj in dolgoletni vodja kluba Gromka, AKC Metelkova mesto.

### Proza
- 1985 Priložnosti na ulici - samozaložba
- 1986 Prosti tek (zbirka kratkih zgodb) - Mladinska knjiga
- 1989 Bomba la petrolia (roman) - Mladinska knjiga
- 1991 Padalci (zbirka kratkih zgodb ) - Aleph
- 1992 Potapljači (zbirka kratkih zgodb) - Cankarjeva založba
- 1994 Tekavec (roman) - založba Slejko
- 1996 Olujna vremena (zbirka kratkih zgodb) - EGZIL-abc, prevod J. Osti
- 1997 Vladarka (roman) - Študentska založba
- 2000 Die Herrscherin (roman) - Bench Press, Nemčija (soavtor dr. Uwe Hassler)
- 2005 Bomba la petrolia (roman) - druga izdaja, DZS
- 2005 Bomba la petrolia - elektronska izdaja romana, založba Ruslica, Večer
- 2005 Tisoč in ena moč (potopisni roman), Cankarjeva založba
- 2006 Seks, ljubezen in to (roman) - Študentska založba

### Dramatika
Prava reč, Edo, Paganini amoroso, Fantovščina, ...